# Goyenia ornata
Goyenia ornata är en spindelart som beskrevs av Forster 1970. Goyenia ornata ingår i släktet Goyenia och familjen Desidae. Inga underarter finns listade i Catalogue of Life.